# Barb Ramsay
Barb Ramsay är en kanadensisk politiker och tillika minister för samhällsutveckling och äldre (engelska: minister of social development and seniors) i Prince Edward Island, Kanada. Hon representerar valdistriktet Summerside-South Drive och Progressive Conservative Party.